# Edgar Shannon Anderson
Pour les articles homonymes, voir Anderson.
Edgar Shannon Anderson est un botaniste américain, né le 9 novembre 1897 à Forestville (New York) et mort le 18 juin 1969.
Son père est A. Crosby Anderson, directeur d’une école privée, sa mère est Inez Evora (née Shannon) Anderson (pianiste douée, celle-ci doit abandonner son instrument à la suite d'une arthrose précoce). Son père obtient un poste au Michigan Agricultural College (aujourd’hui l’université de l'État du Michigan) alors qu’Edgar n’avait que trois ans. Celui-ci s’intéresse très tôt à la botanique.
Il est lauréat de la médaille d'argent Darwin-Wallace en 1958. Il fait paraître en 1952, Plants, Man, and Life, ouvrage plusieurs fois réédité.

## Source
- John J. Finan (1972). Edgar Anderson 1897-1969, Annals of the Missouri Botanical Garden, 59 (3) : 325-345  (ISSN 0026-6493).